# インゲゲルド・ハーラルスダッテル
インゲゲルド・ハーラルスダッテル（ノルウェー語：Ingegjerd Haraldsdatter, 1046年ごろ - 1120年ごろ）は、ノルウェー王女でデンマーク王オーロフ1世およびスウェーデン王フィリップの王妃。

## 生涯
インゲゲルドはノルウェー王ハーラル3世とエリザヴェータ・ヤロスラヴナの娘であり、従ってスウェーデン王オーロフ・シェートコヌングの曾孫で、キエフ大公ヤロスラフ1世の孫にあたる。インゲゲルドは1067年ごろにデンマーク王子であったオーロフ1世と結婚したが、この結婚はデンマークとノルウェーの平和条約の一環として決められたものであった。さらにこの同盟を強化するため、オーロフ1世の異母妹イングリズとインゲゲルドの弟オーラヴ3世が結婚した。1086年にオーロフがデンマーク王となり、インゲゲルドは王妃となった。
1095年にオーロフ1世が死去したのち、インゲゲルドはスウェーデンに出かけ、そこで1095年または1096年にスウェーデン王インゲ1世の甥フィリップと結婚した。1105年にフィリップはスウェーデン王となり、インゲゲルドは再び王妃となった。2度目の結婚後のインゲゲルドに関する出来事は知られていない。1118年にフィリップが死去した。インゲゲルドの正確な生没年は不明だが、2度目の夫の死後も生存していたことはわかっている。